# اندی کوک
اندی کوک (انگلیسی: Andy Cooke؛ زادهٔ ۲۰ ژانویهٔ ۱۹۷۴) بازیکن فوتبال اهل بریتانیا است.
از باشگاه‌هایی که در آن بازی کرده‌است می‌توان به باشگاه فوتبال مارکت درایتون تاون، باشگاه فوتبال بوسان ای‌پارک، باشگاه فوتبال استوک سیتی، باشگاه فوتبال دارلینگتون، باشگاه فوتبال برادفورد سیتی، باشگاه فوتبال برنلی، و باشگاه فوتبال شروزبری تاون اشاره کرد.